# Józef Ksawery Woyna Orański
Józef Ksawery Woyna Orański herbu Trąby – podwojewodzi czernihowski, sędzia włodzimierski w 1739 roku, stolnik nowogrodzkosiewierski w latach 1733-1739.
Konsyliarz województwa czernihowskiego w konfederacji dzikowskiej w 1734 roku.